# طقس سرياني غربي

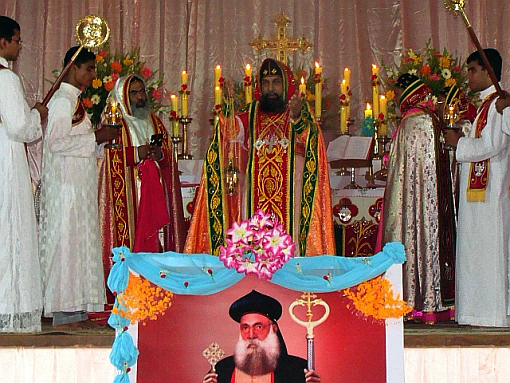
مسيحيون من كنيسة الملنكار الكاثوليك يتعبدون حسب الطقوس السريانية الغربيّة.

نشأت الطقوس المسيحيّة الأولى في أورشليم والتي دعيت أم الكنائس وسرعان ما نشأت عواصم أخرى للطقوس المسيحية، مثل أنطاكية حيث دعي المسيحيين بهذا الاسم للمرة الأولى والرها وهي أول بلاد اعتنقت المسيحية ومركز سرياني وثقافي كبير، ظلت محافظة على جذورها السريانية على عكس أنطاكية التي تأثرت بالطقوس الأورشليمية، ولذلك يعمد اللاهوتيون والمؤرخون إلى تقسيم الطقوس المسيحية الشرقية إلى عائلتين كبيرتين، الطقس الأول وهو الطقس الأورشليمي - الأنطاكي والثاني هو الطقس الرهاوّي، وفي وقت لاحق اعتبر نهر الفرات أصلاً لتلك القسمة فدعي الطقس الأنطاكي - الأورشليمي بالطقس الغربي في حين دعي الطقس الرهاوّي بالطقس الشرقي.
يستخدم الطقس السرياني الغربي في تقاليد الكنيسة السريانية الأرثوذكسية والكنيسة السريانية الكاثوليكية والكنيسة المارونية. فضلًا عن مسيحيي مار توما من أتباع كنيسة مالانكارا اليعقوبية السريانية الأرثوذكسية وكنيسة الملنكار الكاثوليك.